# Georg Friedrich Pfefferkorn
Georg Friedrich Pfefferkorn (* 5. Februar 1767 in Creuzburg; † 27. Dezember 1828) war ein deutscher Jurist.

## Leben
Georg Friedrich Pfefferkorn war der Sohn eines Metzgers. Er zeigte früh Neigung zu ernsten wissenschaftlichen Studien und veranlasste dadurch seinen Vater, ihn in das Gymnasium in Eisenach zu schicken. An der Universität Jena widmete er sich seit 1788 dem Studium der Jurisprudenz. 1792 wurde er in seiner Vaterstadt als Anwalt zugelassen und erhielt 1796 den Titel eines Hofadvokaten. 1797 wurde er als Stadtsyndikus nach Eisenach berufen und dort 1813 zum Stadtrichter ernannt. Er übte seinen Beruf, vor allem als Mitglied der Polizeikommission, tatkräftig und umsichtig aus. Aufgrund seines Patriotismus wirkte er auch intensiv bei der Errichtung des Landsturms mit, den die politischen Ereignisse nötig machten.
In Anerkennung seiner Verdienste und gemeinnützigen Bestrebungen wurde Pfefferkorn vom Großherzog Carl August von Sachsen-Weimar-Eisenach 1822 zum Justizrat ernannt und von der Eisenacher Bürgerschaft zum Stellvertreter beim Weimarer Landtag gewählt. Als Mitglied des Ausschusses zur Prüfung der mitgeteilten Gesetzesentwürfe, des Rechnungsrevisionsausschusses und des Ausschusses für die Förderung der inneren Gewerbstätigkeit zeichnete er sich auf den in den Jahren 1823–26 gehaltenen Landtagen aus durch die Klarheit und Gediegenheit seiner Vorträge, sowie durch eine Freimütigkeit, die ihm stets eigen war. Er starb am 27. Dezember 1828 im Alter von 61 Jahren.